# Иванов, Николай Иванович (предприниматель)
Никола́й Ива́нович Ивано́в (8 апреля 1836 года — 13 февраля 1906 года, Ташкент, Туркестанское генерал-губернаторство, Российская империя) — русский производитель алкогольных и безалкогольных напитков, крупнейший ташкентский предприниматель, коммерции советник, владелец винокуренных и пивоваренных заводов в Ташкенте и других городах Туркестана.

## Биография
Был известен в качестве самого крупного производителя качественной водки в Туркестане, на заводах которого осуществлялся полный производственный цикл.
Деятельность его была многопрофильной. Н. И. Иванов основал на территории Ташкента и Туркестанского края предприятия по добыче угля, производству «сухого льда», минеральных вод, фабрику «фруктовых вод» (лимонада), вино-водочное предприятие. Вина, такие как «Султан», «Мускат», «Семилион», неизменно получали высочайшие оценки дегустаторов самых разных стран мира. Приложил он руку и производству пива, история пивзавода № 6 Ташкента — часть истории жизни успешного предпринимателя.
Н. И. Иванов построил завод по производству сантонина в Чимкенте, известный ныне как АО «Химфарм» — ведущее фармацевтическое предприятие Республики Казахстан. Ведет свою историю завод с 1884 года. Был он создан по инициативе немецкого химика Вильгельма Пфаффа и при финансовой поддержке коммерции советника Н. И. Иванова. Этот завод до сей поры выпускает сантонин — важное лекарственное средство.
На предприятиях Туркестанского края, принадлежащих фирме Н. И. Иванова, трудились 2700 рабочих и служащих.
В 1881 году Н. И. Иванов учредил Среднеазиатский коммерческий банк.
В течение многих десятилетий Н. И. Иванов являлся старейшиной деловых людей Ташкента, получил почетный титул коммерции советника и был награждён несколькими орденами.
Также известен тем, что он много жертвовал в пользу русской православной церкви, на строительство и обустройство храмов, а также домов призрения, приютов и других богоугодных дел.
На территории, известной в своё время как «дача купца Иванова» под Ташкентом было построено русское, православное кладбище, которое в настоящее время называется Боткинское кладбище и является крупнейшим мемориальным и культурно-историческим комплексом Ташкента.
Недалеко от храма Александра Невского на территории Боткинского кладбища находится и могила Николая Ивановича Иванова.

## Семья
- Супруга — Иванова Александра Петровна (14 декабря 1845 года — 13 августа 1913 года, Ташкент)
- Дети — четыре сына — Иван, Василий, Александр, Николай и три дочери Ольга, Анна и Александра — в последующем владельцы торгово-промышленного дома «Наследники коммерции советника Н. И. Иванова»[4].

Дочь — Иванова Ольга Николаевна (в замужестве Савинкова — жена оренбургского купца Никифора Прокофьевича Савинкова) (умерла 27 октября 1915 года), совладетель сантонинного завода в Чимкенте, первая женщина химик-технолог и фармацевт в Туркестанском крае.